# Aguriahana
Aguriahana  (лат.) — род цикадок из отряда Полужесткокрылых.

## Описание
Цикадки длиной около 3—5 мм. Умеренно стройные, дендрофильные, с умеренно удлиненным теменем (длина посередине превышает длину угла примерно в 1,5 раза). В СССР 7 видов.
- Aguriahana pictilis (Stål, 1853)
- Aguriahana stellulata (Burmeister, 1841)